# Gymnema dunnii
Gymnema dunnii är en oleanderväxtart som först beskrevs av Joseph Henry Maiden och Betche, och fick sitt nu gällande namn av P.I. Forster. Gymnema dunnii ingår i släktet Gymnema och familjen oleanderväxter. Inga underarter finns listade i Catalogue of Life.